# 30e législature du Canada

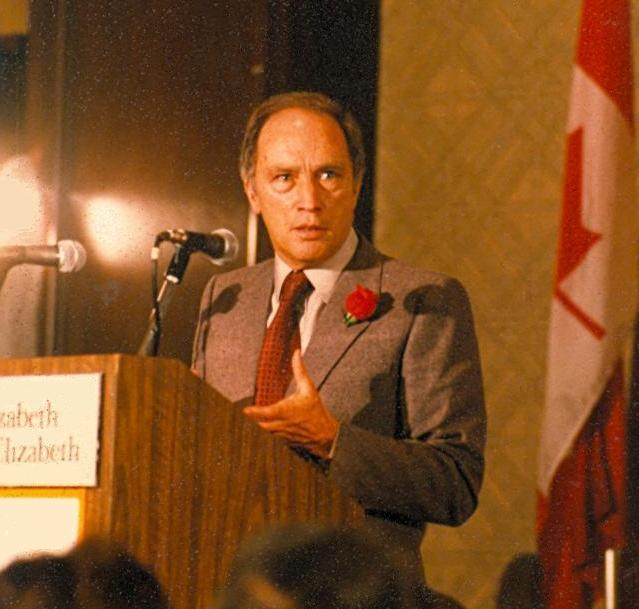
Pierre Elliott Trudeau est Premier ministre durant la.

La 30e législature du Canada est en session du 30 septembre 1974 au 26 mars 1979. Sa composition est déterminée par les élections de 1974, tenues le 8 juillet 1974, et légèrement modifiée par des démissions et des élections partielles survenues avant les élections de 1979.
Cette législature est contrôlée par une majorité parlementaire détenue par le Parti libéral et son chef Pierre Elliott Trudeau. L'opposition officielle est représentée par le Parti progressiste-conservateur initialement dirigé par Robert Stanfield puis par Joe Clark.
Le président de la Chambre est James Alexander Jerome.
Voici les 4 sessions parlementaires de la 30e législature :
| Session | Début             | Fin             |
| ------- | ----------------- | --------------- |
| 1re     | 30 septembre 1974 | 12 octobre 1976 |
| 2e      | 12 octobre 1976   | 17 octobre 1977 |
| 3e      | 18 octobre 1977   | 10 octobre 1978 |
| 4e      | 11 octobre 1978   | 26 mars 1979    |

## Historique

### Projets de lois majeurs

#### 1resession
- 4 décembre 1974 : la Loi établissant la Banque fédérale de développement est adoptée par la Chambre. Elle est sanctionnée le 20 décembre suivant[1],[2].

## Liste des députés

### Alberta
| Circonscription     | Circonscription | Nom                    | Parti |
| ------------------- | --------------- | ---------------------- | ----- |
| Athabasca           |                 | Paul Yewchuk           | PC    |
| Battle River        |                 | Arnold Malone          | PC    |
| Calgary-Centre      |                 | Harvie Andre           | PC    |
| Calgary-Nord        |                 | Eldon Woolliams        | PC    |
| Calgary-Sud         |                 | Peter Bawden           | PC    |
| Crowfoot            |                 | Jack Horner            | PC    |
| Edmonton-Centre     |                 | Steve Paproski         | PC    |
| Edmonton-Est        |                 | William Skoreyko       | PC    |
| Edmonton-Ouest      |                 | Marcel Lambert         | PC    |
| Edmonton—Strathcona |                 | Douglas Roche          | PC    |
| Lethbridge          |                 | Kenneth Earl Hurlburt  | PC    |
| Medicine Hat        |                 | Bert Hargrave          | PC    |
| Palliser            |                 | Stanley Schumacher     | PC    |
| Peace River         |                 | Ged Baldwin            | PC    |
| Pembina             |                 | Peter Elzinga          | PC    |
| Red Deer            |                 | Gordon Towers          | PC    |
| Rocky Mountain      |                 | Joe Clark              | PC    |
| Vegreville          |                 | Don Mazankowski        | PC    |
| Wetaskiwin          |                 | Kenneth Schellenberger | PC    |

### Colombie-Britannique
| Circonscription           | Circonscription | Nom                                     | Parti |
| ------------------------- | --------------- | --------------------------------------- | ----- |
| Burnaby—Richmond—Delta    |                 | John Reynolds                           | PC    |
| Burnaby—Richmond—Delta    |                 | Tom Siddon (élection partielle en 1978) | PC    |
| Burnaby—Seymour           |                 | Marke Raines                            | PLC   |
| Capilano                  |                 | Ron Huntington                          | PC    |
| Coast Chilcotin           |                 | Jack Pearsall                           | PLC   |
| Comox—Alberni             |                 | Hugh Alan Anderson                      | PLC   |
| Esquimalt—Saanich         |                 | Donald Munro                            | PC    |
| Fraser Valley East        |                 | Alexander Patterson                     | PC    |
| Fraser Valley-Ouest       |                 | Robert Wenman                           | PC    |
| Kamloops—Cariboo          |                 | Leonard Marchand                        | PLC   |
| Kootenay-Ouest            |                 | Robert Brisco                           | PC    |
| Nanaimo—Cowichan—Les Îles |                 | Tommy Douglas                           | NPD   |
| New Westminster           |                 | Stuart Leggatt                          | NPD   |
| Okanagan Boundary         |                 | George Whittaker                        | PC    |
| Okanagan—Kootenay         |                 | Howard Johnston                         | PC    |
| Prince George—Peace River |                 | Frank Oberle (père)                     | PC    |
| Skeena                    |                 | Iona Campagnolo                         | PLC   |
| Vancouver-Centre          |                 | Ron Basford                             | PLC   |
| Vancouver-Est             |                 | Art Lee                                 | PLC   |
| Vancouver Kingsway        |                 | Simma Holt                              | PLC   |
| Vancouver Quadra          |                 | Bill Clarke                             | PC    |
| Vancouver-Sud             |                 | John Fraser                             | PC    |
| Victoria                  |                 | Allan McKinnon                          | PC    |

### Île-du-Prince-Édouard
| Circonscription | Circonscription | Nom                 | Parti |
| --------------- | --------------- | ------------------- | ----- |
| Cardigan        |                 | Daniel J. MacDonald | PLC   |
| Egmont          |                 | David MacDonald     | PC    |
| Hillsborough    |                 | Heath MacQuarrie    | PC    |
| Malpeque        |                 | John Angus MacLean  | PC    |
| Malpeque        |                 | Donald Wood         | PLC   |

### Manitoba
| Circonscription      | Circonscription | Nom                                    | Parti |
| -------------------- | --------------- | -------------------------------------- | ----- |
| Brandon—Souris       |                 | Walter Dinsdale                        | PC    |
| Churchill            |                 | Cecil Smith                            | PC    |
| Dauphin              |                 | William Gordon Ritchie                 | PC    |
| Lisgar               |                 | Jack Murta                             | PC    |
| Marquette            |                 | Craig Stewart                          | PC    |
| Portage              |                 | Peter Masniuk                          | PC    |
| Provencher           |                 | Jake Epp                               | PC    |
| Selkirk              |                 | Dean Whiteway                          | PC    |
| Saint-Boniface       |                 | Joseph-Philippe Guay (démissionne)     | PLC   |
| Saint-Boniface       |                 | Jack Hare (élection partielle en 1978) | PC    |
| Winnipeg-Nord        |                 | David Orlikow                          | NPD   |
| Winnipeg-Nord-Centre |                 | Stanley Knowles                        | NPD   |
| Winnipeg-Sud         |                 | James Richardson                       | PLC   |
| Winnipeg-Sud-Centre  |                 | A. Daniel McKenzie                     | PC    |

### Nouveau-Brunswick
| Circonscription          | Circonscription | Nom                                           | Parti       |
| ------------------------ | --------------- | --------------------------------------------- | ----------- |
| Carleton—Charlotte       |                 | Fred McCain                                   | PC          |
| Fundy—Royal              |                 | Robert Fairweather (démissionne)              | PC          |
| Fundy—Royal              |                 | Robert Corbett (élection partielle en 1978)   | PC          |
| Gloucester               |                 | Herb Breau                                    | PLC         |
| Madawaska—Victoria       |                 | Eymard Corbin                                 | PLC         |
| Moncton                  |                 | Leonard Jones                                 | Indépendant |
| Northumberland—Miramichi |                 | Maurice Dionne                                | PLC         |
| Restigouche              |                 | Jean-Eudes Dubé (démissionne)                 | PLC         |
| Restigouche              |                 | Maurice Harquail (élection partielle en 1975) | PLC         |
| Saint-Jean—Lancaster     |                 | Mike Landers                                  | PLC         |
| Westmorland—Kent         |                 | Roméo LeBlanc                                 | PLC         |
| York—Sunbury             |                 | J. Robert Howie                               | PC          |

### Nouvelle-Écosse
| Circonscription             | Circonscription | Nom                                               | Parti |
| --------------------------- | --------------- | ------------------------------------------------- | ----- |
| Annapolis Valley            |                 | Pat Nowlan                                        | PC    |
| Cape Breton Highlands—Canso |                 | Allan MacEachen                                   | PLC   |
| Cap-Breton—Richmond-Est     |                 | Andrew Hogan                                      | NPD   |
| Cap-Breton—The Sydneys      |                 | Robert Muir                                       | PC    |
| Central Nova                |                 | Elmer MacKay                                      | PC    |
| Cumberland—Colchester-Nord  |                 | Robert Coates                                     | PC    |
| Dartmouth—Halifax-Est       |                 | Michael Forrestall                                | PC    |
| Halifax                     |                 | Robert Stanfield                                  | PC    |
| Halifax—East Hants          |                 | Robert McCleave (nommé juge)                      | PC    |
| Halifax—East Hants          |                 | Howard Edward Crosby (élection partielle en 1978) | PC    |
| South Shore                 |                 | Lloyd Crouse                                      | PC    |
| South Western Nova          |                 | Coline Campbell                                   | PLC   |

### Ontario
| Circonscription                   | Circonscription | Nom                                           | Parti |
| --------------------------------- | --------------- | --------------------------------------------- | ----- |
| Algoma                            |                 | Maurice Foster                                | PLC   |
| Brant                             |                 | Derek Blackburn                               | NPD   |
| Broadview                         |                 | John Gilbert (démissionne)                    | NPD   |
| Broadview                         |                 | Bob Rae (élection partielle en 1978)          | NPD   |
| Bruce                             |                 | Crawford Douglas                              | PLC   |
| Cochrane                          |                 | Ralph Stewart                                 | PLC   |
| Davenport                         |                 | Charles Caccia                                | PLC   |
| Don Valley                        |                 | James Gillies                                 | PC    |
| Eglinton                          |                 | Mitchell Sharp (démissionne)                  | PLC   |
| Eglinton                          |                 | Rob Parker (élection partielle en 1978)       | PC    |
| Elgin                             |                 | John Wise                                     | PC    |
| Essex—Windsor                     |                 | Eugene Whelan                                 | PLC   |
| Etobicoke                         |                 | Alastair Gillespie                            | PLC   |
| Fort-William                      |                 | Paul McRae                                    | PLC   |
| Frontenac—Lennox et Addington     |                 | Almonte Alkenbrack                            | PC    |
| Glengarry—Prescott—Russell        |                 | Denis Éthier                                  | PLC   |
| Greenwood                         |                 | Andrew Brewin                                 | NPD   |
| Grenville—Carleton                |                 | Walter Baker                                  | PC    |
| Grey—Simcoe                       |                 | Gus Mitges                                    | PC    |
| Halton                            |                 | Frank Philbrook                               | PLC   |
| Hamilton-Est                      |                 | John Munro                                    | PLC   |
| Hamilton Mountain                 |                 | Gus MacFarlane                                | PLC   |
| Hamilton-Ouest                    |                 | Lincoln Alexander                             | PC    |
| Hamilton—Wentworth                |                 | Sean O'Sullivan (démissionne)                 | PC    |
| Hamilton—Wentworth                |                 | Geoffrey Scott (élection partielle en 1978)   | PC    |
| Hastings                          |                 | John Ellis                                    | PC    |
| High Park—Humber Valley           |                 | Otto Jelinek                                  | PC    |
| Huron—Middlesex                   |                 | Robert McKinley                               | PC    |
| Kenora—Rainy River                |                 | John Mercer Reid                              | PLC   |
| Kent—Essex                        |                 | Robert Daudlin                                | PLC   |
| Kingston et les Îles              |                 | Flora MacDonald                               | PC    |
| Kitchener                         |                 | Patrick Flynn                                 | PLC   |
| Lakeshore                         |                 | Ken Robinson                                  | PLC   |
| Lambton—Kent                      |                 | John Robert Holmes                            | PC    |
| Lanark—Renfrew—Carleton           |                 | Paul Dick                                     | PC    |
| Leeds                             |                 | Thomas Cossitt                                | PC    |
| Lincoln                           |                 | William Andres                                | PLC   |
| London-Est                        |                 | Charles Turner                                | PLC   |
| London-Ouest                      |                 | Judd Buchanan                                 | PLC   |
| Middlesex—London—Lambton          |                 | Larry Condon                                  | PLC   |
| Mississauga                       |                 | Anthony Abbott                                | PLC   |
| Niagara Falls                     |                 | Roger Carl Young                              | PLC   |
| Nickel Belt                       |                 | John Rodriguez                                | NPD   |
| Nipissing                         |                 | Jean-Jacques Blais                            | PLC   |
| Norfolk—Haldimand                 |                 | William David Knowles                         | PC    |
| Northumberland—Durham             |                 | Allan Lawrence                                | PC    |
| Ontario                           |                 | Norman Cafik                                  | PLC   |
| Oshawa—Whitby                     |                 | Ed Broadbent                                  | NPD   |
| Ottawa—Carleton                   |                 | John Napier Turner                            | PLC   |
| Ottawa—Carleton                   |                 | Jean Pigott                                   | PC    |
| Ottawa-Centre                     |                 | Hugh Poulin (nommé juge)                      | PLC   |
| Ottawa-Centre                     |                 | Robert de Cotret (élection partielle en 1978) | PC    |
| Ottawa-Est                        |                 | Jean-Robert Gauthier                          | PLC   |
| Ottawa-Ouest                      |                 | Cyril Lloyd Francis                           | PLC   |
| Oxford                            |                 | Bruce Halliday                                | PC    |
| Parkdale                          |                 | Stanley Haidasz (nommé au Sénat)              | PLC   |
| Parkdale                          |                 | Yuri Shymko (élection partielle en 1978)      | PC    |
| Parry Sound—Muskoka               |                 | Stan Darling                                  | PC    |
| Peel—Dufferin—Simcoe              |                 | William Ross Milne                            | PLC   |
| Perth—Wilmot                      |                 | William H. Jarvis                             | PC    |
| Peterborough                      |                 | James Hugh Faulkner (en)                      | PLC   |
| Port Arthur                       |                 | Robert Andras                                 | PLC   |
| Prince Edward—Hastings            |                 | George Hees                                   | PC    |
| Renfrew-Nord—Nipissing-Est        |                 | Len Hopkins                                   | PLC   |
| Rosedale                          |                 | Donald Stovel Macdonald (démissionne)         | PLC   |
| Rosedale                          |                 | David Crombie (élection partielle en 1978)    | PC    |
| Sarnia—Lambton                    |                 | Bud Cullen                                    | PLC   |
| Sault Ste. Marie                  |                 | Cyril Symes                                   | NPD   |
| Scarborough-Est                   |                 | Martin O'Connell                              | PLC   |
| Scarborough-Ouest                 |                 | Alan Gray Martin                              | PLC   |
| Simcoe-Nord                       |                 | Philip Rynard                                 | PC    |
| Spadina                           |                 | Peter Stollery                                | PLC   |
| St. Catharines                    |                 | Gilbert Parent                                | PLC   |
| St. Paul's                        |                 | John Roberts                                  | PLC   |
| Stormont—Dundas                   |                 | Ed Lumley                                     | PLC   |
| Sudbury                           |                 | James Jerome                                  | PLC   |
| Thunder Bay                       |                 | B. Keith Penner                               | PLC   |
| Timiskaming                       |                 | Arnold Peters                                 | NPD   |
| Timmins                           |                 | Jean Roy                                      | PLC   |
| Trinity                           |                 | Aideen Nicholson                              | PLC   |
| Victoria—Haliburton               |                 | William Scott                                 | PC    |
| Waterloo—Cambridge                |                 | Max Saltsman                                  | NPD   |
| Welland                           |                 | Victor Railton                                | PLC   |
| Wellington                        |                 | Frank Maine                                   | PLC   |
| Wellington—Grey—Dufferin—Waterloo |                 | Perrin Beatty                                 | PC    |
| Windsor-Ouest                     |                 | Herb Gray                                     | PLC   |
| Windsor—Walkerville               |                 | Mark MacGuigan                                | PLC   |
| York-Centre                       |                 | Bob Kaplan                                    | PLC   |
| York-Est                          |                 | David Collenette                              | PLC   |
| York-Nord                         |                 | Barney Danson                                 | PLC   |
| York-Ouest                        |                 | James Fleming                                 | PLC   |
| York—Scarborough                  |                 | Robert Stanbury (démissionne)                 | PLC   |
| York—Scarborough                  |                 | Paul McCrossan (élection partielle en 1978)   | PC    |
| York—Simcoe                       |                 | Sinclair Stevens                              | PC    |
| York-Sud                          |                 | Ursula Appolloni                              | PLC   |

### Québec
| Circonscription                  | Circonscription | Nom                                                   | Parti |
| -------------------------------- | --------------- | ----------------------------------------------------- | ----- |
| Abitibi                          |                 | Gérard Laprise                                        | CS    |
| Ahuntsic                         |                 | Jeanne Sauvé                                          | PLC   |
| Argenteuil—Deux Montagnes        |                 | Francis Fox                                           | PLC   |
| Beauce                           |                 | Yves Caron                                            | PLC   |
| Beauharnois—Salaberry            |                 | Gérald Laniel                                         | PLC   |
| Bellechasse                      |                 | Adrien Lambert                                        | CS    |
| Berthier                         |                 | Antonio Yanakis                                       | PLC   |
| Brome—Missisquoi                 |                 | Heward Grafftey                                       | PC    |
| Bonaventure—Îles-de-la-Madeleine |                 | Albert Béchard                                        | PLC   |
| Montréal—Bourassa                |                 | Jacques Trudel                                        | PLC   |
| Chambly                          |                 | Bernard Loiselle                                      | PLC   |
| Champlain                        |                 | René Matte                                            | CS    |
| Charlevoix                       |                 | Charles Lapointe                                      | PLC   |
| Chicoutimi                       |                 | Paul Langlois                                         | PLC   |
| Compton                          |                 | Claude Tessier                                        | PLC   |
| Dollard                          |                 | Jean-Pierre Goyer                                     | PLC   |
| Drummond                         |                 | Yvon Pinard                                           | PLC   |
| Duvernay                         |                 | Yves Demers                                           | PLC   |
| Frontenac                        |                 | Léopold Corriveau                                     | PLC   |
| Gamelin                          |                 | Arthur Portelance                                     | PLC   |
| Gaspé                            |                 | Alexandre Cyr                                         | PLC   |
| Gatineau                         |                 | Gaston Clermont                                       | PLC   |
| Hochelaga                        |                 | Gérard Pelletier (devint ambassadeur de France)       | PLC   |
| Hochelaga                        |                 | Jacques Lavoie (élection partielle en 1975)           | PC    |
| Hull                             |                 | Joseph Isabelle                                       | PLC   |
| Joliette                         |                 | Roch La Salle                                         | PC    |
| Kamouraska                       |                 | Charles-Eugène Dionne                                 | CS    |
| Labelle                          |                 | Maurice Dupras                                        | PLC   |
| Lac-Saint-Jean                   |                 | Marcel Lessard                                        | PLC   |
| Lachine—Lakeshore                |                 | Roderick Blaker                                       | PLC   |
| Lafontaine                       |                 | Claude-André Lachance                                 | PLC   |
| Langelier                        |                 | Jean Marchand (démissionne)                           | PLC   |
| Langelier                        |                 | Joseph Gilles Lamontagne (élection partielle en 1977) | PLC   |
| Lapointe                         |                 | Gilles Marceau                                        | PLC   |
| La Prairie                       |                 | Ian Watson                                            | PLC   |
| Lasalle—Émard—Côte Saint-Paul    |                 | John Campbell                                         | PLC   |
| Laurier                          |                 | Fernand-E. Leblanc                                    | PLC   |
| Laval                            |                 | Marcel-Claude Roy                                     | PLC   |
| Lévis                            |                 | Raynald Guay                                          | PLC   |
| Longueuil                        |                 | Jacques Olivier                                       | PLC   |
| Lotbinière                       |                 | André-Gilles Fortin (décédé en fonction)              | RC    |
| Lotbinière                       |                 | Richard Janelle (élection partielle en 1978)          | RC    |
| Louis-Hébert                     |                 | Albanie Morin (décédé en fonction)                    | PLC   |
| Louis-Hébert                     |                 | Dennis Dawson (élection partielle en 1977)            | PLC   |
| Maisonneuve—Rosemont             |                 | Serge Joyal                                           | PLC   |
| Manicouagan                      |                 | Gustave Blouin                                        | PLC   |
| Matane                           |                 | Pierre de Bané                                        | PLC   |
| Mercier                          |                 | Prosper Boulanger                                     | PLC   |
| Charlesbourg                     |                 | Louis Duclos                                          | PLC   |
| Mont-Royal                       |                 | Pierre Trudeau                                        | PLC   |
| Notre-Dame-de-Grâce              |                 | Warren Allmand                                        | PLC   |
| Outremont                        |                 | Marc Lalonde                                          | PLC   |
| Papineau                         |                 | André Ouellet                                         | PLC   |
| Pontiac                          |                 | Thomas Lefebvre                                       | PLC   |
| Portneuf                         |                 | Pierre Bussières                                      | PLC   |
| Québec-Est                       |                 | Gérard Duquet                                         | PLC   |
| Richelieu                        |                 | Florian Côté                                          | PLC   |
| Richmond                         |                 | Léonel Beaudoin                                       | CS    |
| Témiscouata                      |                 | Rosaire Gendron                                       | PLC   |
| Rimouski                         |                 | Eudore Allard                                         | CS    |
| Roberval                         |                 | Charles-Arthur Gauthier                               | CS    |
| Saint-Denis                      |                 | Marcel Prud'homme                                     | PLC   |
| Saint-Henri                      |                 | Gérard Loiselle                                       | PLC   |
| Saint-Hyacinthe                  |                 | Claude Wagner (nommé au Sénat)                        | PC    |
| Saint-Hyacinthe                  |                 | Marcel Ostiguy (élection partielle en 1978)           | PLC   |
| Saint-Jacques                    |                 | Jacques Guilbault                                     | PLC   |
| Saint-Jean                       |                 | Walter Bernard Smith                                  | PLC   |
| Saint-Maurice                    |                 | Jean Chrétien                                         | PLC   |
| Saint-Michel                     |                 | Monique Bégin                                         | PLC   |
| Sainte-Marie                     |                 | Raymond Dupont                                        | PLC   |
| Shefford                         |                 | Gilbert Rondeau                                       | CS    |
| Sherbrooke                       |                 | Irénée Pelletier                                      | PLC   |
| Témiscamingue                    |                 | Réal Caouette (décédé en fonction)                    | RC    |
| Témiscamingue                    |                 | Gilles Caouette (élection partielle en 1977)          | RC    |
| Terrebonne                       |                 | Joseph-Roland Comtois                                 | PLC   |
| Trois-Rivières Métropolitain     |                 | Claude G. Lajoie                                      | PLC   |
| Vaudreuil                        |                 | Harold Thomas Herbert                                 | PLC   |
| Verdun                           |                 | Bryce Mackasey (démissionne)                          | PLC   |
| Verdun                           |                 | Pierre Raymond Savard (élection partielle en 1977)    | PLC   |
| Villeneuve                       |                 | Armand Caouette                                       | CS    |
| Westmount                        |                 | Charles Mills Drury (démissionne)                     | PLC   |
| Westmount                        |                 | Donald Johnston (élection partielle en 1977)          | PLC   |

### Saskatchewan
| Circonscription           | Circonscription | Nom                | Parti |
| ------------------------- | --------------- | ------------------ | ----- |
| Assiniboia                |                 | Ralph Goodale      | PLC   |
| Battleford—Kindersley     |                 | Joseph McIsaac     | PLC   |
| Mackenzie                 |                 | Stanley Korchinski | PC    |
| Meadow Lake               |                 | Bert Cadieu        | PC    |
| Moose Jaw                 |                 | Douglas Neil       | PC    |
| Prince Albert             |                 | John Diefenbaker   | PC    |
| Qu'Appelle—Moose Mountain |                 | Alvin Hamilton     | PC    |
| Regina-Est                |                 | James Balfour      | PC    |
| Regina—Lake Centre        |                 | Leslie Benjamin    | NPD   |
| Saskatoon—Biggar          |                 | Ray Hnatyshyn      | PC    |
| Saskatoon—Humboldt        |                 | Otto Lang          | PLC   |
| Swift Current—Maple Creek |                 | Frank Hamilton     | PC    |
| Yorkton—Melville          |                 | Lorne Nystrom      | NPD   |

### Terre-Neuve
| Circonscription                | Circonscription | Nom                                       | Parti |
| ------------------------------ | --------------- | ----------------------------------------- | ----- |
| Bonavista—Trinity—Conception   |                 | Dave Rooney                               | PLC   |
| Burin—Burgeo                   |                 | Donald Jamieson                           | PLC   |
| Gander—Twillingate             |                 | George Baker                              | PLC   |
| Grand Falls—White Bay—Labrador |                 | Bill Rompkey                              | PLC   |
| Humber—St. George's—St. Barbe  |                 | Jack Marshall                             | PC    |
| Humber—St. George's—St. Barbe  |                 | Fonse Faour (élection partielle en 1978)  | NDP   |
| St. John's-Est                 |                 | James McGrath                             | PC    |
| St. John's-Ouest               |                 | Walter Carter                             | PC    |
| St. John's-Ouest               |                 | John Crosbie (élection partielle en 1976) | PC    |

### Territoires du Nord-Ouest
| Circonscription           | Circonscription | Nom         | Parti |
| ------------------------- | --------------- | ----------- | ----- |
| Territoires du Nord-Ouest |                 | Wally Firth | NPD   |

### Yukon
| Circonscription | Circonscription | Nom          | Parti |
| --------------- | --------------- | ------------ | ----- |
| Yukon           |                 | Erik Nielsen | PC    |